# Siemens-Jagdhütte
Die Siemens-Jagdhütte ist eine Hütte im Urschlauer Forst in der Gemeinde Ruhpolding.
Die Jagdhütte steht unter Denkmalschutz und ist unter der Nummer D-1-89-140-155 in die Bayerische Denkmalliste eingetragen.

## Baubeschreibung
Bei der Siemens-Jagdhütte handelt es sich um einen zweigeschossigen, überkämmten Blockbau mit giebelseitiger verbretterter Laube. Das Gebäude ist bezeichnet mit dem Jahr 1910. Der Zugang zum Gebäude erfolgt von der westlichen Traufseite aus über einen Antritt aus Bruchstein. Der Bohlengang umschließt das Gebäude auf zwei Seiten, vor dem Haus befindet sich ein gut schüttender Laufbrunnen mit Holzgrand.

## Geschichte
Das Siemens-Jagdhütte auf der Haaralm gehörte – ebenso wie das Jagdhaus auf der Längauer Alm – der Unternehmerfamilie Siemens.

## Lage
Die Siemens-Jagdhütte befindet sich auf der Haaralm bei Ruhpolding, südöstlich der Kasergruppe auf einer Höhe von 1275 m ü. NN.
Die Alm liegt in den Chiemgauer Alpen südlich des Hochfelln unterhalb der Haaralmschneid.